# Freeter
Freeter (フリーター?, Furītā) è un neologismo, coniato intorno al 1987-1988, composto dalla parola inglese free (libero) e da quella tedesca Arbeiter (lavoratore).
Descrive la condizione dei giovani giapponesi, di età compresa fra i 15 ed i 34 anni, che terminati gli studi cercano lavori precari e brevi per mantenersi senza perdere la propria libertà. Sono in contrasto con la radicata etica giapponese sul lavoro, spesso sono senza fissa dimora ma riescono ad organizzarsi tra loro ed organizzare dei cortei per far conoscere e portare avanti le loro richieste.
Sono da distinguere dai cosiddetti "hikikomori" che rimangono in famiglia come disoccupati, con l'idea di mantenere quanto più a lungo possibile la propria libertà.